# Соловецкое сельское поселение (Костромская область)
Солове́цкое се́льское поселе́ние — упразднённое муниципальное образование в составе Октябрького района Костромской области России.
Административный центр — село Соловецкое.

## История
Соловецкое сельское поселение образовано 30 декабря 2004 года в соответствии с Законом Костромской области № 237-ЗКО, установлены статус и границы муниципального образования.
Законом Костромской области от 21 мая 2021 года № 89-7-ЗКО к 31 мая 2021 года упразднено в результате объединения с Покровским сельским поселением.

## Население
| 2008 | 2010 | 2012 | 2013 | 2014 | 2015 | 2016 |
| ---- | ---- | ---- | ---- | ---- | ---- | ---- |
| 451  | ↘364 | ↘325 | ↘312 | ↘293 | ↘284 | ↘267 |
| 2017 | 2018 | 2019 | 2020 |      |      |      |
| ↘249 | ↘230 | ↘222 | ↘201 |      |      |      |

## Состав сельского поселения
| №  | Населённый пункт    | Тип населённого пункта       | Население |
| -- | ------------------- | ---------------------------- | --------- |
| 1  | Верхорубовская      | деревня                      | →0        |
| 2  | Вторая Глушковская  | деревня                      | →0        |
| 3  | Вторая Дудинская    | деревня                      | ↘5        |
| 4  | Вторые Петухи       | деревня                      | →0        |
| 5  | Грехово             | деревня                      | ↘46       |
| 6  | Князевская          | деревня                      | →0        |
| 7  | Коновальцы          | деревня                      | ↗1        |
| 8  | Михали              | деревня                      | ↗2        |
| 9  | Первая Дудинская    | деревня                      | ↘20       |
| 10 | Первая Клобуковская | деревня                      | ↘44       |
| 11 | Рожинская           | деревня                      | ↗23       |
| 12 | Соловецкое          | село, административный центр | ↗247      |
| 13 | Устиновцы           | деревня                      | →0        |
| 14 | Черныши             | деревня                      | →0        |